# Western Wind
Western Wind è un singolo della cantante canadese Carly Rae Jepsen, pubblicato il 6 maggio 2022 come primo estratto dal sesto album in studio The Loneliest Time.

## Pubblicazione
Durante la pandemia di COVID-19, la nonna materna di Jepsen è deceduta e quest'ultima, trovandosi in California ed essendo soggetta alle restrizioni sui viaggi internazionali, si è ritrovata impossibilitata a raggiungere il Canada, suo paese natale. Ciò ha costretto la cantante ad affrontare il lutto in solitudine. In un'intervista per Crack, l'artista ha dichiarato che il lutto e la lontananza dalla sua famiglia hanno stimolato la sua creatività, portando poi alla realizzazione di Western Wind, un brano che è stato definito come "stregato" e reminiscente della cantante statunitense Stevie Nicks, nonché esempio dell'ammirazione di Jepsen per James Taylor.
Jepsen ha anticipato l'uscita del nuovo singolo con una serie di messaggi postati sul suo account Twitter, con spezzoni di testo tratti dalla canzone e una mappa della California disegnata a mano e segnata da una croce. Il 6 aprile 2022 sono comparsi alcuni cartelloni pubblicitari con il titolo del brano e un numero di telefono, che se composto restituiva un messaggio preregistrato dell'artista che invitava gli ascoltatori a inviarle un messaggio allo stesso numero per rimanere aggiornati sui nuovi progetti musicali e la tournée. Il 16 aprile successivo, Jepsen si è esibita con il brano in anteprima mondiale durante il suo concerto al Coachella.

## Video musicale
Il video musicale del brano, diretto da Taylor Fauntleroy, è stato pubblicato su YouTube il 6 maggio, in concomitanza con la pubblicazione del singolo.

## Classifiche
| Classifica (2022) | Posizione massima |
| ----------------- | ----------------- |
| Giappone          | 11                |